# Cs. Tibor Horváth
Cs. Tibor Horváth (n. 18 septembrie 1925, Budapesta, Regatul Ungariei – d. 12 iunie 1993, Budapesta, Ungaria) a fost un scenarist de benzi desenate. Începând din anii 1950 și până la căderea regimului comunist a fost principalul autor de cărți de benzi desenate din Ungaria, formând o școală de adaptare grafică a creațiilor literare. A scris scenarii pentru numeroase cărți de benzi desenate, adaptând opere literare populare, cu ajutorul unor ilustratori precum Ernő Zórád, Pál Korcsmáros, Imre Sebők, Sándor Gugi, Attila Dargay și Attila Fazekas.

## Cariera
Tibor Horváth a lucrat la Ministerul Culturii, colaborând 1955 cu artistul grafic Sándor Gugi. Artistul desenase deja benzi desenate și l-a convins pe Horváth să adapteze opere literare clasice, într-un mod asemănător cu adaptările americane Classics Illustrated, pentru a fi realizate benzi desenate. Amândoi au crezut că i-ar putea convinge pe editori să publice cărți de benzi desenate care să facă publicitate operelor literare „reale“ și, astfel, să servească la răspândirea lecturii. Deși inițial sceptici, ei au realizat curând prima lor carte de benzi desenate. Benzile desenate au apărut mai întâi în revistele Új Világ, Szabadságharcos (apoi Szabadság) și Po Sztrane Szovetov.
Cererea de benzi desenate a crescut și s-au implicat, de asemenea, și alți desenatori precum Ernő Zórád și Pál Korcsmáros. Zórád a desenat un serial de benzi desenate despre Winnetou, care a apărut în revista Pajtás. Korcsmáros a început să lucreze cu Cs. Horváth în 1957, publicând benzi desenate în Füles (până în 1990). Benzile desenate au apărut în Pajtás până în 1960, iar Cs. Horváth a găsit apoi alte reviste dispuse să publice precum Képes Nyelvmester și Lobogo, iar din 1959 în Népszava în care Gugi și mai apoi Imre Sebők și Attila Fazekas (din 1974) i-au ilustrat poveștile. 
În anii 1980 mai multe benzi desenate au apărut în cărți separate publicate de Füles. Datorită numărului mare de copii ele sunt relativ ușor de găsit în piețele de vechituri și la târgurile de cărți de benzi desenate.
Odată cu schimbarea regimului politic multe seriale de benzi desenate au ajuns la final și din 1993 noul proprietar al revistei Füles a renunțat la creațiile lui Cs. Horváth, motivând că nu există cerere, iar Cs. Horváth s-a sinucis mai târziu în acel an.

## Seriale de benzi desenate (selecție)
- A csendháborító (după Szovoljov, desene de Gugi Sándor, în Fekete-Fehér Képregénymúzeum: Gugi Sándor: Válogatott művek, Míves Céh kiadó 2006; versiunea originală în Magyar Ifjúság 1958)
- A hegyormok közt nincs határkő (după Nemere István, desene de Sarlós Endre, în Acélcápa, Windom kiadó 2007; versiunea originală în Füles 1982)
- A két koldusdiák (după Mikszáth Kálmán, desene de Korcsmáros Pál in Papírmozi 1, Képes Kiadó 2007; versiunea originală în Füles 1972)
- A kincses sziget („Comoara din insulă”, după Robert Louis Stevenson, desene de Sebők Imre, Windom kiadó 2006; versiunea originală în Népszava 1967)
- Az kőszívű ember fiai („Fiii omului cu inima de piatră”, după Jókai Mór, desene de Korcsmáros Pál, Képes Kiadó 2007; versiunea originală în Füles 1960)
- A láthatatlan ember (după Gárdonyi Géza, desene de Korcsmáros Pál, Képes Kiadó 2006; versiunea originală în Füles 1961)
- A láthatatlan ember („Omul invizibil”, după H. G. Wells, desene de Gugi Sándor, in Fekete-Fehér Képregénymúzeum: Gugi Sándor: Válogatott művek, Míves Céh kiadó 2006; versiunea originală în Magyar Ifjúság 1957)
- A mayák kincse (după Jack London, desene de Sebők Imre, in Fekete-Fehér Képregénymúzeum: Jack London nyomán, Míves Céh kiadó 2005; versiunea originală în Népszava 1962)
- A mexikói (după Jack London, desene de Sebők Imre, în Fekete-Fehér Képregénymúzeum: Jack London nyomán, Míves Céh kiadó 2005; versiunea originală în Magyar Ifjúság 1959)
- A nyomorultak („Mizerabilii”, după Victor Hugo, desene de Korcsmáros Pál, Képes Kiadó 2008; versiunea originală în Füles 1957)
- A sebhelyes arcú (după Herbert Ziergiebel, desene de Sebők Imre, Windom kiadó 2008; versiunea originală în Népszava 1963)
- A szőke ciklon (după Rejtő Jenő, desene de Korcsmáros Pál, în Eduárd fapados képregényújság 5-8, Képes Kiadó 2006-2007; versiunea originală în Füles 1961-1962)
- Acélcápa (după Nemere István, desene de Sarlós Endre, în Acélcápa, Windom kiadó 2007; versiunea originală în Füles 1982-1983)
- Az arany ember („Omul de aur”, după Jókai Mór, desene de Korcsmáros Pál, Képes Kiadó 2005; eredeti közlés Füles 1962)
- Bern professzor feltámadása (după Szavcsenko, desene de Gugi Sándor, în Fekete-Fehér Képregénymúzeum: Gugi Sándor: Válogatott művek, Míves Céh kiadó 2006; versiunea originală în Füles évkönyve 1963)
- Beszterce ostroma (după Mikszáth Kálmán, desene de Korcsmáros Pál, Képes Kiadó 2005; versiunea originală în Füles 1959)
- Egri csillagok (după Gárdonyi Géza, desene de Korcsmáros Pál, Képes Kiadó 2004; versiunea originală în Füles 1959)
- Egri csillagok (după Gárdonyi Géza, desene de Korcsmáros Pál, Képes Kiadó 2006 – versiune nouă în culori)
- Egy hirhedett kalandor (după Jókai Mór, desene de Sebők Imre, Windom kiadó 2006; versiunea originală în Népszava 1962)
- Egy jenki Artur király udvarában („Un yankeu la curtea regelui Arthur”, după Mark Twain, desene de Korcsmáros Pál, în Fekete-Fehér Képregénymúzeum: Egy jenki Artur király udvarában, Míves Céh kiadó 2006; versiunea originală în Füles 1959)
- Érdekes kalandok (după Jan Larri, desene de Gugi Sándor, în Fekete-Fehér Képregénymúzeum: Gugi Sándor: Válogatott művek, Míves Céh kiadó 2006; versiunea originală în Képes Nyelvmester 1968, orosz nyelven)
- Halálsugár (după Aleksei Tolstoi, desene de Sebők Imre, Windom kiadó 2007; versiunea originală în Népszava 1962)
- Mairelandi veszedelem (după Imre Gábor și Bojcsuk József, desene de Sebők Imre, Windom kiadó 2007; versiunea originală în Népszava 1968)
- Kis híján tragédia (după Vajdulák, desene de Korcsmáros Pál, în Fekete-Fehér Képregénymúzeum: Egy jenki Artur király udvarában, Míves Céh kiadó 2006; versiunea originală în Tollasbál 1963)
- Struccvásár (după H. G. Wells, desene de Gugi Sándor, în Fekete-Fehér Képregénymúzeum: Gugi Sándor: Válogatott művek, Míves Céh kiadó 2006; versiunea originală în Füles évkönyve 1971)
- Szegény gazdagok („Sărmanii bogați”, după Jókai Mór, desene de Sebők Imre, Windom kiadó 2007; versiunea originală în Népszava 1963)
- Tragédia a messzi Északon (după Jack London, desene de Sebők Imre, î Fekete-Fehér Képregénymúzeum: Jack London nyomán, Míves Céh kiadó 2005; versiunea originală în Füles 1975)
- Urm megszökik (după Arkadi și Boris Strugațki, desene de Korcsmáros Pál în Papírmozi 2, Képes Kiadó 2007; versiunea originală în Füles 1963)
- Vörös és fekete („Roșu și negru”, după Stendhal, desene de Korcsmáros Pál, Képes Kiadó 2006; versiunea originală în Füles 1966)